# Bradysia subamoena
Bradysia subamoena är en tvåvingeart som beskrevs av Werner Mohrig och Nina Krivosheina 1989. Bradysia subamoena ingår i släktet Bradysia och familjen sorgmyggor.
Artens utbredningsområde är Turkmenistan. Inga underarter finns listade i Catalogue of Life.